# Toxoneuron rufostigma
Toxoneuron rufostigma är en stekelart som först beskrevs av Mao 1949.  Toxoneuron rufostigma ingår i släktet Toxoneuron och familjen bracksteklar. Inga underarter finns listade i Catalogue of Life.